# Б-247
Б-247 — советская и российская подводная лодка проекта 671РТМ «Щука».

## История
16 июля 1976 года была официально зачислена в списки кораблей ВМФ СССР. 15 июля 1977 года состоялась закладка корабля на судостроительном заводе имени Ленинского Комсомола в Комсомольске-на-Амуре под заводским номером 271
13 августа 1978 года была спущена на воду, 30 декабря того же года официально вошла в строй.
24 января 1980 года вошла в состав 45-й дивизии 2-й флотилии подводных лодок Тихоокеанского флота.
28 апреля 1992 года была переклассифицирована в атомную большую подводную лодку и переименована в Б-247.
31 июля 1996 года была выведена из состава ВМФ и поставлена на отстой. Вначале находилась в бухте Чажма, позднее переведена в бухту Павловского.Утилизирована в 2009 году.

## Вооружение
На вооружении корабля находился торпедно-ракетный комплекс, включающий четыре 533-мм и два 650-мм торпедных аппарата, боекомплект которых включал торпеды 53-65К или СЭТ-65, подводные ракеты М-5 и ракето-торпеды 81Р, и 6 сверхмощных дальноходных торпед 65-76 калибром 650 мм. Также корабль вместо торпед мог нести до 36 мин типа «Голец».